# Tënk
Ne doit pas être confondu avec Tenk.
 (juin 2025).
Tënk est une plateforme vidéo à la demande, sur abonnement, indépendante, consacrée au cinéma documentaire ou documentaire de création. 
Chaque mois, elle propose 20 films disponibles en ligne, pendant 4 mois, soit 90 films en permanence sur tout type de supports (ordinateurs, applications mobiles, TV connectées),. Pour les abonnés, un catalogue de 1500 films est accessible en vidéo à la demande, ou en location, au-delà de leur limite de diffusion.
Tënk est un mot wolof qui signifie « énoncer une pensée de façon claire et concise ».

## Histoire
En août 2015, alors que Tënk est encore en cours de développement, l'équipe fondatrice emmenée par Jean-Marie Barbe, réalisateur et producteur, cofondateur des États généraux du film documentaire de Lussas, et Pierre Matheus, lance une campagne de financement participatif pour financer ses dernières phases de production. Environ 1 000 contributeurs réunissent près de 35 000 €.
Au lancement en avril 2017, le projet rassemble 103 sociétaires, en grande majorité des professionnels de la filière. Ils forment en février 2016 à Lussas, une société coopérative d'intérêt collectif anonyme (SCIC SA) à conseil d'administration et capital variable initial de 66 600 €.
L'équipe de Tënk est basée à Lussas, en Ardèche, commune de 1 200 habitants où existe un écosystème de douze structures travaillant autour du cinéma documentaire reconnu nationalement. Cet écosystème organise, entre autres, depuis 1989, les États généraux du film documentaire. L'équipe de Tënk est basée à L'Imaginaïre, bâtiment collaboratif de coworking construit par la Communauté de communes Berg et Coiron, qui héberge notamment l'École du documentaire (en lien avec l'Université Grenoble-Alpes) ou encore La Maison du Doc, le centre de ressources d'une base de données sur les films documentaires européens francophones de près de 46 000 films.
Une version bêta est publiée le 15 juillet 2016, en France, en Suisse, en Belgique, au Luxembourg.
En août 2016, Tënk officialise son lancement officiel, lance un partenariat avec Mediapart et propose le visionnement d'un nouveau documentaire tous les quinze jours sur le site indépendant d'information.
Au bout d'un an, Tënk annonce 4 800 abonnés et les travaux de L'Imaginaïre vont bon train, qui comportent les studios de tënk.
En février 2018, le site comptabilise 600 documentaires diffusés et 6 800 abonnés, Tënk ouvre de nouveau son capital. 85% de ses abonnés sont des personnes liées à la profession de la production de documentaires,.
En septembre 2019, il signe un nouveau partenariat avec Mediapart, le documentaire étant selon le média, le prolongement naturel de son projet éditorial. À la suite d'un appel à projets régulier, un jury récompense des films travaillant autour d’enjeux politiques, sociaux et écologiques contemporains par un apport en numéraire et un apport en industrie.
En février 2020, une équipe basée à Montréal associée au projet, lance une version disponible au Canada.
En 2021, Tënk annonce plus de 10 000 abonnés et 17 000 abonnements collectifs de 76 universités, médiathèques ou bibliothèques.
Tënk lance la même année avec France Culture, la Cinémathèque du documentaire, Les Écrans et Mediapart, le label Oh my Doc ! pour promouvoir ensemble 12 films par an, dès leurs sorties.
Après une expansion en Europe en 2020 en anglais, et en italien qui s'avère trop dispendieuse, Tënk se recentre sur l'Europe francophone à partir de juin 2022.
En septembre 2023, Tënk rejoint l'association des Licoornes, aux côtés de 12 coopératives partageant un socle démocratique, collectif, écologique et solidaire.
En 2024, Tënk compte 11 000 abonnés individuels soit 481 000 € de chiffre d'affaires, auxquels s'ajoutent 117 abonnements collectifs (écoles, universités ou bibliothèques qui font de Tënk un support pédagogique pour leurs élèves ou membres), soit un chiffre d'affaires de 94 800 €. Pour un total de 103 200 heures de visionnage en 2024. Avec plus de 1700 films à visionner, 53 % des visiteurs réguliers de la plateforme ont moins de 35 ans tandis que le taux de satisfaction des utilisateurs est de 89 %. La newsletter hebdomadaire a 40 000 abonnés,.
Le 4 avril 2025, l'abonnement sur la plateforme Tënk évolue avec 90 documentaires en permanence visibles durant 4 mois. Une application mobile est également disponible.

## La coopérative
La coopérative Tënk est composée de 7 collèges de sociétaire : 
- Producteurs
- Auteurs, Réalisateurs
- Autres professionnels
- Acteurs de Lussas
- Investisseurs et Partenaires publics
- Salariés
- Abonnés et soutiens

En juin 2022, un collège abonnés et soutiens est créé pour permettre à tous de soutenir le projet et de participer aux décisions de la structure.
En 2024, la coopérative Tënk revendique 331 sociétaires et 321 500 € de capital social, et emploie 16 salariés.

### Directions générales
- Pierre Matheus,
- Mohamed Sifaoui[28]

### Présidences
- Thierry Gilbert, jusqu'en juin 2023
- Valentine Roulet, depuis juin 2023, anciennement chargée du Service de la création du Centre national du cinéma et de l'image animée (CNC).

## La programmation
Les films diffusés sur Tënk sont tous des documentaires d’auteur, parfois dits aussi "documentaires de création". Le documentaire d’auteur est un film à la subjectivité assumée et à la forme travaillée. Il montre une réalité qui prend son temps, qui laisse le champ libre à l’interprétation. Il travaille l’intelligence sensible, il bouscule, questionne, intrigue, il donne à réfléchir sans livrer de conclusions prémâchées sur le monde.
Créations contemporaines, grands classiques, longs ou courts, français ou internationaux : les documentaires de Tënk ne sont définis ni par leur durée, ni par leur époque, ni par leur origine. Seule compte l’originalité de la création.
L'objectif de Tënk est de mettre en lumière des documentaires exceptionnels qui ne rencontraient plus leurs publics.
Le documentaire d’auteur a globalement perdu le soutien des grandes chaînes, qui le programment aux heures tardives et ne se risquent plus à coproduire des films originaux,.
Le site propose en permanence environ 50 films. Chaque vendredi, six nouveaux films entrent en programmation et chaque film reste visible pendant 2 mois. Cela représente près de 300 films par an. Tous les documentaires demeurent référencés après leur diffusion. Pour les abonnés, plus de 1 700 films sont accessibles en VOD (en location) au-delà de leur limite de diffusion de 2 mois. En 2021, 360 000 films ont ainsi été visionnés.
En collaboration, France Culture, La Cinémathèque du documentaire, Les Écrans, Mediapart, ils fondent le label Oh My Doc! pour soutenir la sortie d’une dizaine de films par an.

### Programmations événements
- Les Escales : programmations, constituées de films qui se répondent, qui résonnent ensemble, en corpus, construites en collaboration avec le réseau de La Cinémathèque du Documentaire. Ces sélections, confiées généralement à des partenaires extérieurs, programmateurs, spécialistes, sont accompagnées d'un texte qui guide et développe, qui permet un pas de côté, parce qu'il fait bon, parfois, se poser et penser !

- Fragments d'une œuvre : rétrospectives d'auteurs pour se plonger pleinement dans la carrière de grands cinéastes de l’histoire du cinéma documentaire, de ses origines jusqu’à ses productions les plus récentes.

- Festivals : français et internationaux ont aussi leur place sur la plateforme afin de valoriser le travail de sélection et les singularités de chacun d'eux. Ces programmations sont pensées en partenariat avec le festival. Ainsi Tënk a le plaisir d'accueillir Visions du réel, Cinéma du réel, Festival international du court métrage de Clermont-Ferrand, États généraux du film documentaire, Les étoiles de la Scam, Festival dei popoli, Festival international du film documentaire et du film d'animation de Leipzig, Doc Lisboa. Pour la convergence des domaines artistiques, certains événements non cinématographiques ont aussi leur place sur Tënk comme les Rencontres photographiques d'Arles.

### Thèmes programmatiques
Dans la nouvelle version du site en 2022, les films sont classés par thèmes et par formes : 
- Thèmes :  luttes, Histoire, travail, écologie, science, arts, musique, féminismes, société, sports, jeunesse, famille, politique.
- Formes : intime, animation, parole, essais, expérimental, enquête, écoute, portrait.

Outre les coups de cœur, on trouve également : 
- Premières bobines : films réalisés par des étudiants en école de cinéma. Chaque programmation met une école différente à l’honneur.
- Tours, détours : des territoires, loin des idées reçues.

### Équipe de programmation
La programmation de Tënk repose sur la participation et l'implication d’une vingtaine de programmateurs issus du réseau de professionnels du documentaire d’auteur, de Lussas ou d'ailleurs. Ces passionnés, pour la plupart organisés en binômes, parcourent les festivals et leurs filmothèques personnelles pour proposer à Tënk les films qui les ont marqués.
- Olivier Barlet, Critique de cinéma et rédacteur pour Africultures
- Caroline Châtelet, Journaliste et critique dramatique
- Olivia Cooper Hadjian, Membre du comité de sélection de Cinéma du réel, critique aux Cahiers du cinéma
- Fabien David, Programmateur du cinéma Le Bourguet de Forcalquier
- Pauline David, Programmatrice et directrice du festival En ville ! à Bruxelles.
- Daniel Deshays, Ingénieur du son
- Charlène Dinhut, Programmatrice et commissaire d'exposition
- Jürgen Ellinghaus, Programmateur, réalisateur
- Lysa Heurtier Manzanares, Réalisatrice
- Benoît Hické, Programmateur et enseignant
- Alizée Mandereau, Responsable préachat à Tënk
- Aurélien Marsais, Programmateur
- Daniela Persico, Critique de cinéma et programmatrice
- Julia Pinget, Réalisatrice
- Federico Rossin, Historien du cinéma, programmateur indépendant
- François Waledisch, Ingénieur du son
- Luc-Carolin Ziemann, Programmatrice, autrice et formatrice cinéma

Anciens programmateurs : 
- Sylvain Baldus, réalisateur
- Jean-Marie Barbe, Producteur, cofondateur des États généraux du film documentaire de Lussas
- Sylvain Bich, projectionniste
- Pascal Catheland, réalisateur
- Emmanuel Chicon, programmateur à Visions du réel, membre du collectif Sans Canal Fixe (Tours)
- Jimmy Deniziot, pré-sélectionneur pour les États généraux du film documentaire - Lussas
- Marc Guiga, Images de la Culture - Centre national du cinéma et de l'image animée
- Arnaud Hée, Programmateur, enseignant et critique
- Arnaud Lambert, réalisateur
- Vladimir Léon, réalisateur, producteur
- Pierre Oscar Lévy, réalisateur
- Marie-Charlotte Laudier, journaliste radio et créatrice de documentaires sonores
- Claudia Maci, directrice de l’organisation du Festival dei popoli
- Brieuc Mével, coordinateur réseau d'éducation populaire, à l'environnement et au développement durable
- Javier Packer Comyn, secrétaire général du Centre de l'audiovisuel à Bruxelles - CBA
- Pascale Paulat et Christophe Postic, codirecteurs artistiques du festival, des États généraux du documentaire à Lussas
- Roxanne Riou, responsable de l'éditorial à Tënk
- Madeline Robert, programmatrice à Visions du réel – Nyon, productrice
- Chantal Steinberg, directrice de l'école documentaire de Lussas
- Claire Simon, réalisatrice

## Le soutien à la création
Tënk est reconnu comme diffuseur par le CNC en janvier 2018, ce qui permet à la plateforme d'investir dans le soutien à la création. Tënk s'engage ainsi à financer des films d'auteurs via un apport en industrie, en postproduction, et des financements. Pour cela, la société signe un partenariat avec la Confédération française démocratique du travail (CFDT) sur la production de trois documentaires. Tënk est également en partenariat pour aider à la création de nouveaux films avec le Centre national des arts plastiques (CNAP), le Centre national de la recherche scientifique (CNRS), Médiapart et le département de l'Ardèche, ainsi que l'Académie de France à Rome - Villa Médicis.
Depuis 2018, Tënk aide 15 films par an à voir le jour grâce à des dispositifs de préachat (apports numéraires et en industrie), valorisés à hauteur de 1 500 € par film. En 2023, alors que le préachat à profité à plus de 100 projets de 70 sociétés, un partenariat avec le fonds de dotation Cinéfeel permet à Tënk de renforcer ses accompagnements grâce à des dons largement défiscalisés. Tënk pratique la parité entre réalisateurs et réalisatrices : 53 hommes pour 59 femmes jusqu'en 2024, mais aussi la diversité de formats (courts, moyens et longs métrages, ainsi que des séries), de thèmes (migration, handicap, arts, luttes, écologie, etc…), de publics (festivals, salles, télévision ou sur tenk.fr, en France ou à l’international). Tënk atteint ainsi en 2025 le million d’euros apporté à la filière, rien qu’en industrie avec ses Studios, et 288 000 €  distribués en numéraire, avec ses différents partenaires.

## Les studios de tënk
La politique de préachat menée par Tënk permet d’aider des films à voir le jour, notamment en les accompagnant dans les dernières étapes de réalisation, ce que l’on nomme la postproduction. 110 m2 d’espaces sont ainsi dédiés à la postproduction.
Ainsi, en 5 ans, les studios de tënk ont accueilli en résidence de postproduction 91 films par cette politique de soutien,.
Avec un auditorium de mixage de 52m², des salles de montage image, de montage son, d’étalonnage, cet équipement couvre toute la chaîne de postproduction.
Ces studios sont également ouverts à la location.

## Communication

### Identités visuelles

Ancien Logo
Logo actuel

### Filmographie
- Le Fils de l'épicière, le Maire, le Village et le Monde ; 2020, film de Claire Simon, relate 3 ans de la création de Tënk [présentation en ligne].